# Brighton (Illinois)
Brighton é uma vila localizada no estado americano de Illinois, no Condado de Jersey e Condado de Macoupin.

## Demografia
Segundo o censo americano de 2000, a sua população era de 2196 habitantes. 
Em 2006, foi estimada uma população de 2362, um aumento de 166 (7.6%).

## Geografia
De acordo com o United States Census Bureau tem uma área de 
4,3 km², dos quais 4,2 km² cobertos por terra e 0,1 km² cobertos por água. Brighton localiza-se a aproximadamente 202 m acima do nível do mar.

## Localidades na vizinhança
O diagrama seguinte representa as localidades num raio de 20 km ao redor de Brighton. 